# البرچتیس (بخش کاروینا)
البرچتیس (بخش کاروینا) (به لاتین: Albrechtice (Karviná District)) یک سکونتگاه مسکونی در جمهوری چک است که در Karviná District واقع شده‌است.

## خصوصیات
البرچتیس ۱۲٫۶۸ کیلومترمربع مساحت و ۳٬۹۷۴ نفر جمعیت دارد و ۲۵۸ متر بالاتر از سطح دریا واقع شده‌است.